# Orrskogen

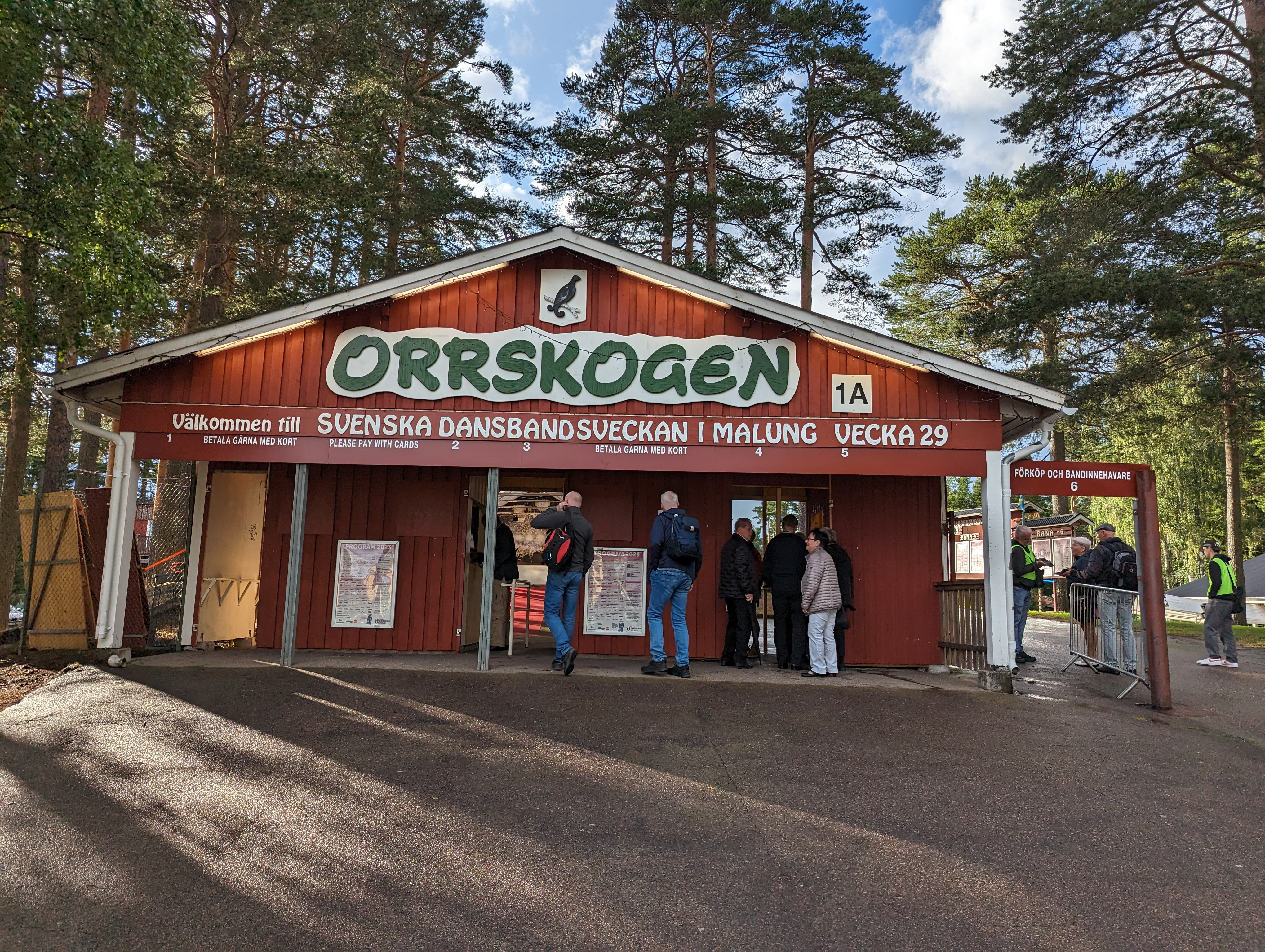
Orrskogens entré under Dansbandsveckan 2023

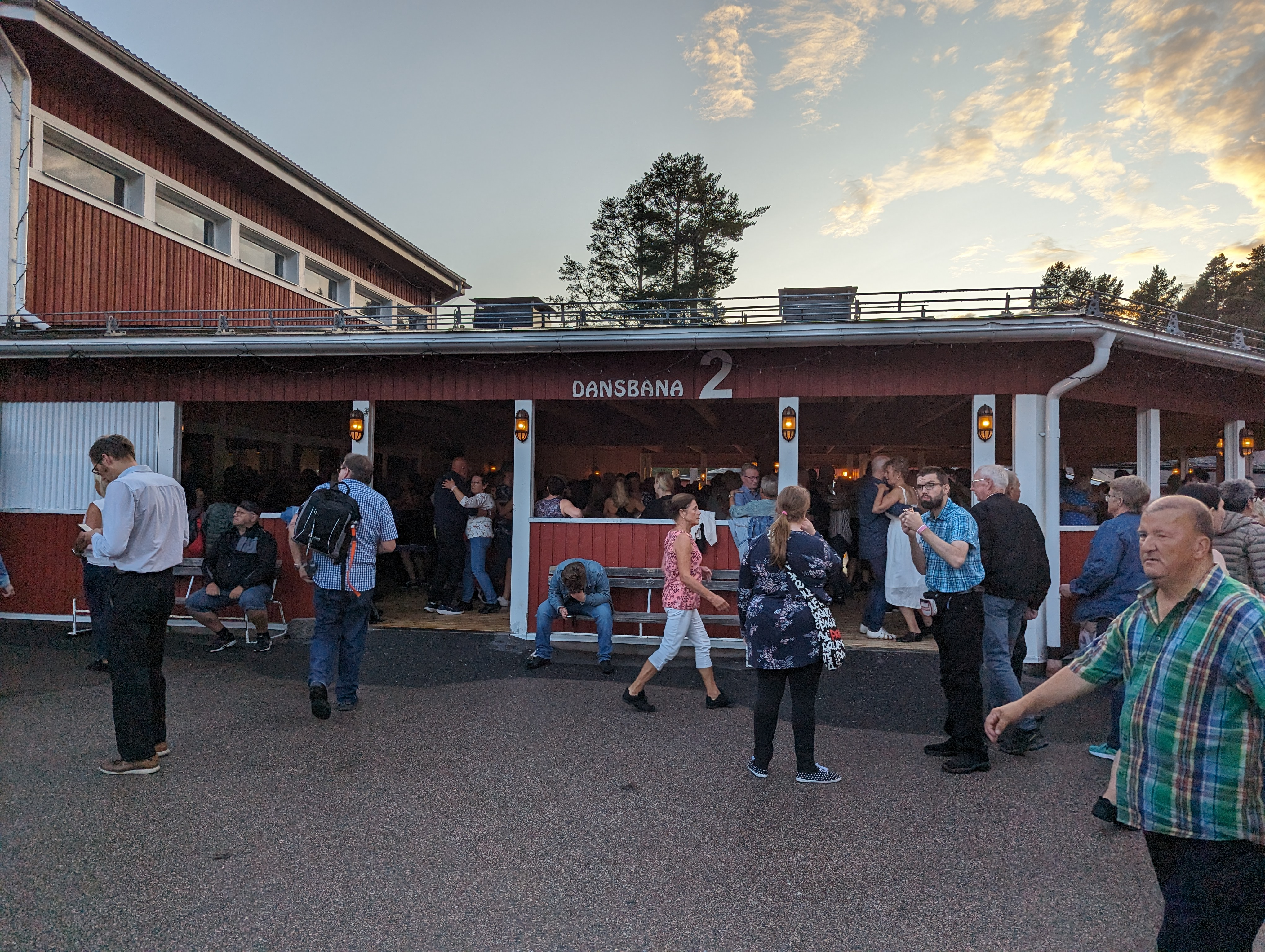
Dansbana 2.

Orrskogen är en folkpark i Malung i Dalarna, som öppnade på 1960-talet.
Många av Sveriges stora musikartister har framträtt i Orrskogen, och utbudet har varit brett, med allt från hårdrock till synth och dansband. Orrskogen var som mest populär på 1980-talet med artister som Motörhead, Wanda Jackson, Imperiet, Orup, Kikki Danielsson och Magnus Uggla. Sedan 1967 har Rune Lindströms bygdespel Skinnarspelet framförts i parken under midsommarveckan. Svenska dansbandsveckan är ett årligen återkommande arrangemang sedan 1986. Orrskogen fick en sjätte dansbana under 2012.
Den 7 oktober 2020 sändes Sveriges Televisions debattprogram Sverige möts från Orrskogen med anledning av folkomröstningen om vindkraft på Ripfjället.

## Galleri

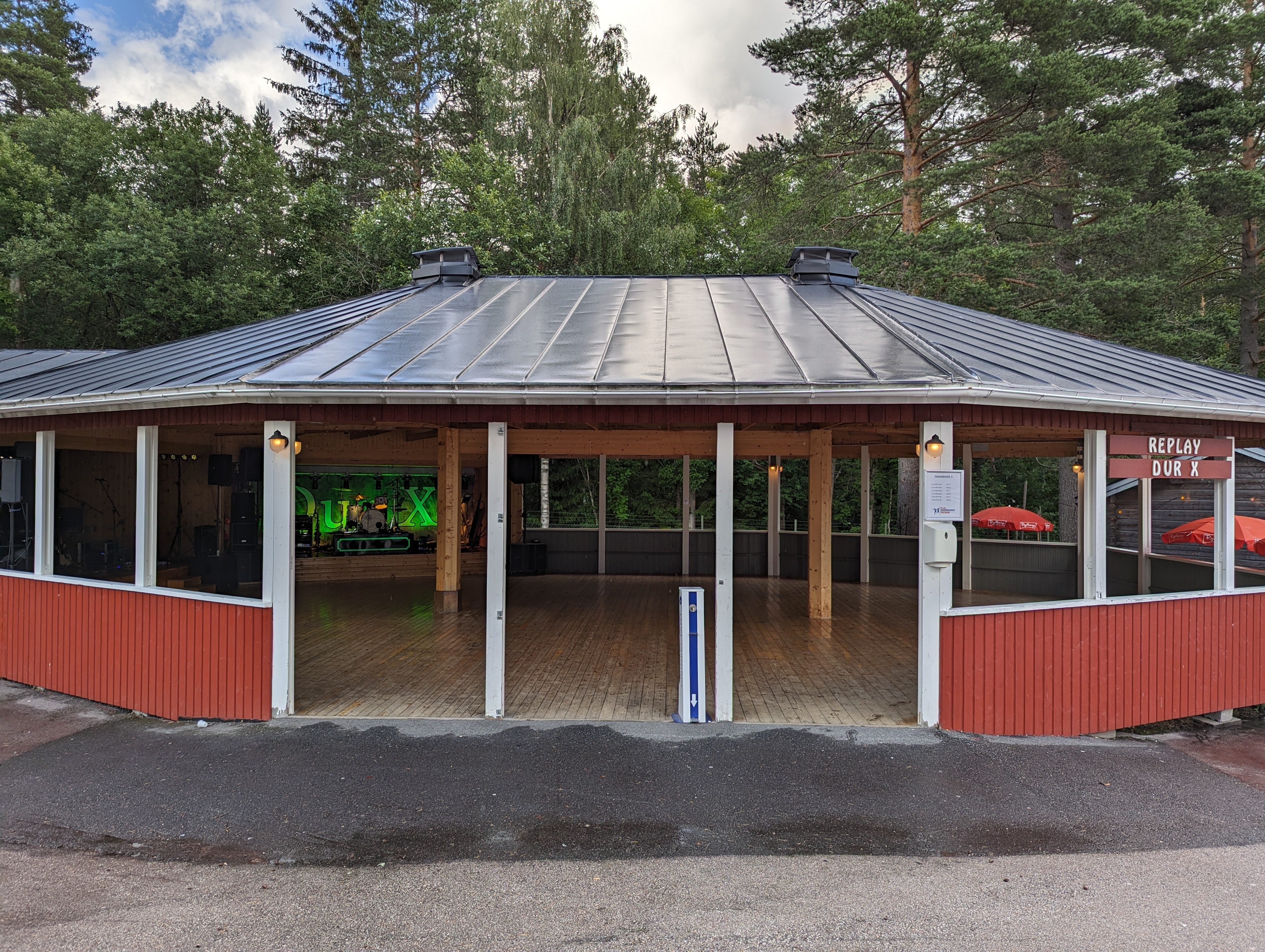
Dansbana 5
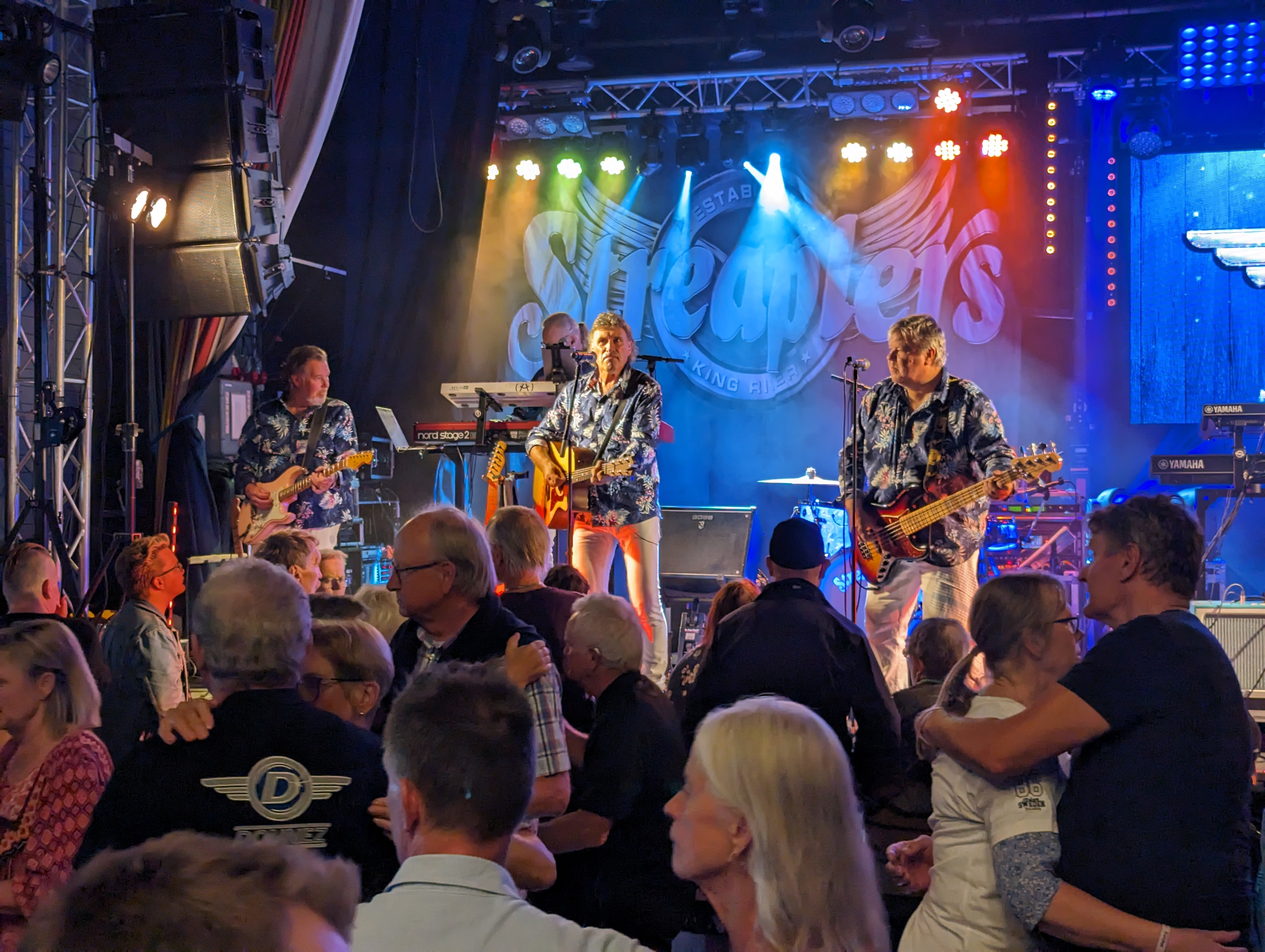
Streaplers spelar på dansbana 2 under Dansbandsveckan
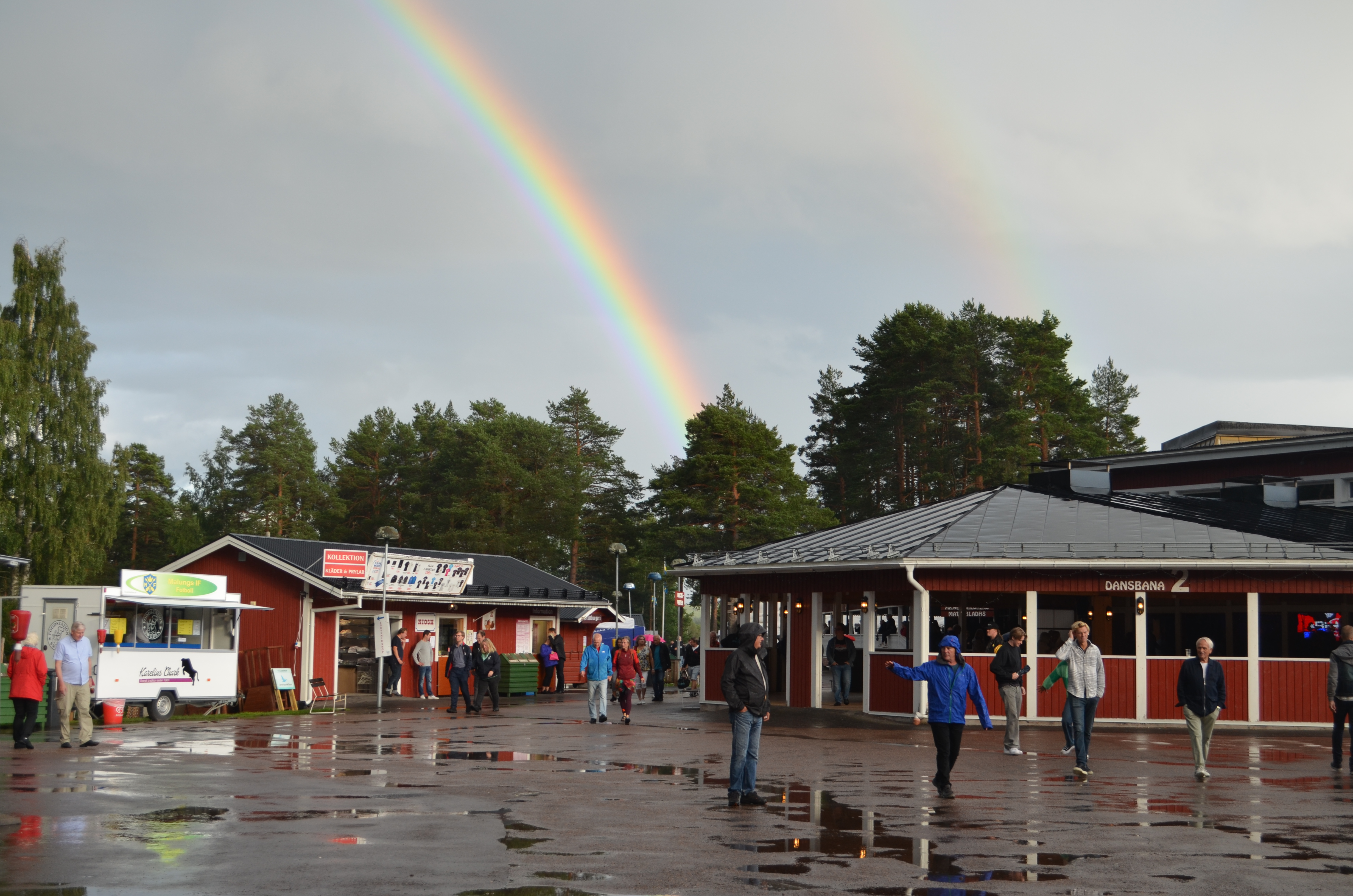
Orrskogen under Dansbandsveckan